# مارك فان مونتاغو

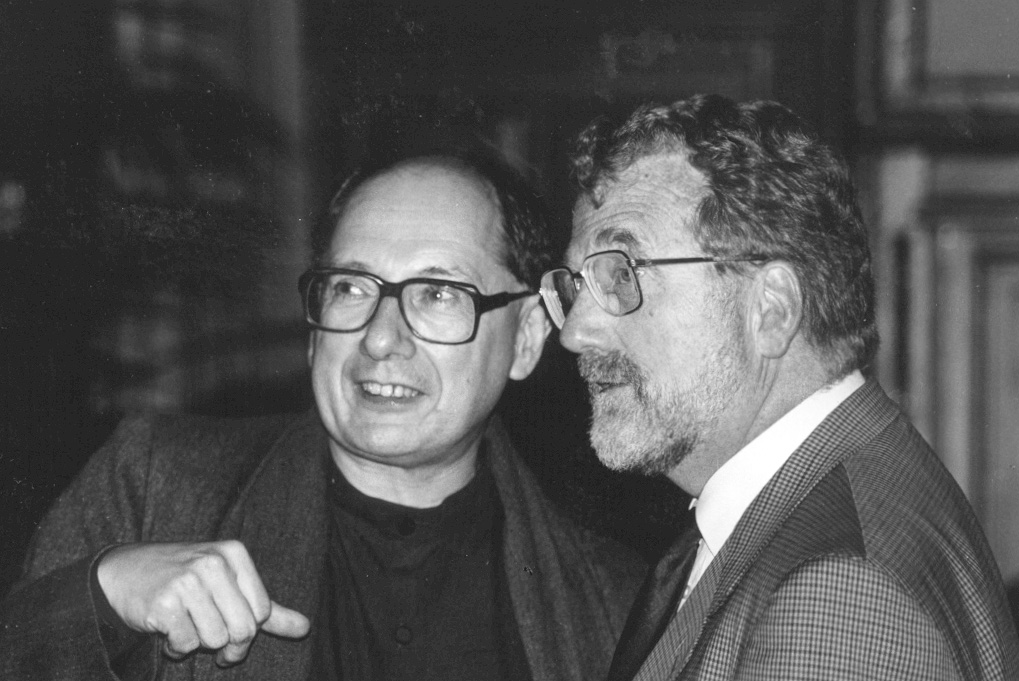
مارك فان مونتاغو (يسار) ويوسف شل (يمين)

مارك فان مونتاغو (ولد في خنت في 10 نوفمبر 1933) هو عالم بيولوجيا جزيئية بلجيكي. عمل أستاذاً ومديراً لمختبر علم الوراثة في كلية العلوم بجامعة خنت البلجيكية، ومديراً علمياً بقسم علم الوراثة في معهد الفلانرز المشترك للتقنية الحيوية. اشترك مع يوسف شل سنة 1982 في تأسيس شركة «بلانت جينيتك سيستمز» (بالإنجليزية: Plant Genetic Systems)‏ المتخصصة في التقنية الحيوية في بلجيكا، وتولى منصب المدير العلمي لها وكان عضواً بمجلس إدارتها. اشترك فان مونتاغو أيضاً في تأسيس شركة كروب ديزاين للتقنية الحيوية، وكان عضواً بمجلس إدارتها بين عامي 1998 و2004. يشغل الآن منصب رئيس الاتحاد الأوروبي للتقنية الحيوية ومبادرة البحث العام وتنظيمه.

## أبحاثه
اشترك مع زميله البروفيسور جف شيل في اكتشاف آلية انتقال المورثات (الجينات) بين البكتيريا الأجرعية (بالإنجليزية: Agrobacterium)‏ والنباتات، وهي الآلية التي أفادت في تطوير استخدام البكتيريا الأجرعية في الهندسة الوراثية لنقل المورثات إلى النباتات وإنتاج نباتات مهجنة. كما طور مجال علم الوراثة الجزيئي في النباتات، وخاصة الآليات الجزيئية التي تنظم تكاثر الخلايا وتمايزها واستجابتها للضغوط غير الحيوية (الضوء شديد السطوع والأوزون والطقس البارد والملوحة والرياح) وقام بتخليق محاصيل مهجنة (كالتبغ وبذور الشلجم والذرة) مقاومة للآفات الحشرية وقادرة على تحمل مبيدات الأعشاب الحديثة. كما أدت أبحاثه على أشجار الحور إلى تطوير أشجار تتميز بتلبب أفضل.

## الجوائز والتكريم
حصل فان مونتاغو على العديد من الجوائز البارزة عن أبحاثه الرائدة، من بينها جائزة اليابان للتقنية الحيوية في مجال العلوم الزراعية ـ وهي من الجوائز المرموقة في ذلك المجال ـ التي تقاسمها مع جف شيل. كما كان عضواً أجنبياً في كل من الأكاديمية الوطنية الأمريكية للعلوم (منذ سنة 1986) والأكاديمية الزراعية في كل من روسيا وفرنسا، والأكاديمية السويدية للعلوم الهندسية، والأكاديمية الإيطالية للعلوم. كما يحمل 6 درجات دكتوراه فخرية. وفي سنة 1990 منحه الملك بودوان ملك بلجيكا لقب بارون.
- 1987: جائزة رانك للتغذية (المملكة المتحدة)
- 1988: جائزة أي بي إم للعلوم والتقنية في أوروبا (فرنسا)
- 1990: جائزة شارل ليوبولد ماير (أكاديمية العلوم، باريس)
- 1990: جائزة لييف دامري بورلارت (جائزة تمنح كل 5 سنوات من الصندوق الوطني البلجيكي للبحث العلمي)
- 1998: جائزة اليابان للتقنية الحيوية في مجال العلوم الزراعية (اليابان)
- 1999: ميدالية تيودور بوخر (اتحاد جمعيات الكيمياء الحيوية الأوروبية)
- 2013 : جائزة الغذاء العالمية